# Черногория на «Евровидении-2012»
Черногория участвует в конкурсе песни Евровидение 2012 в Баку, Азербайджан. Своего представителя выбрала закрытым отбором, организованный Черногорским национальным телевещателем RTCG.

## Внутренний отбор
Черногории ни разу не удавалось выйти в финал, начиная с дебютного выступления в 2007 году и заканчивая выступлением Андреы Демирович в 2009 году, когда певица заняла 11 место в первом полуфинале. В ноябре 2009 года из-за финансовых трудностей Черногория отказывается от участия в конкурсе песни Евровидение 2010. 20 ноября 2011 года глава телеканала RTCG Бранко Войчич объявил, что Черногория вернется на конкурс песни Евровидение 2012 и подтвердил эту информацию через 10 дней.
12 декабря 2011 года RTCG внутренним отбором доверил представить страну певцу Рамбо Амадеусу.
26 января 2012 года было объявлено название песни. В Баку Рамбо Амадеус будет петь песню «Euro Neuro».

## На конкурсе Евровидение
Черногория выступила в первом полуфинале конкурса, который состоялся 22 мая 2012 года, но выйти в финал не смогла.